# Hischām ibn ʿAbd al-Malik

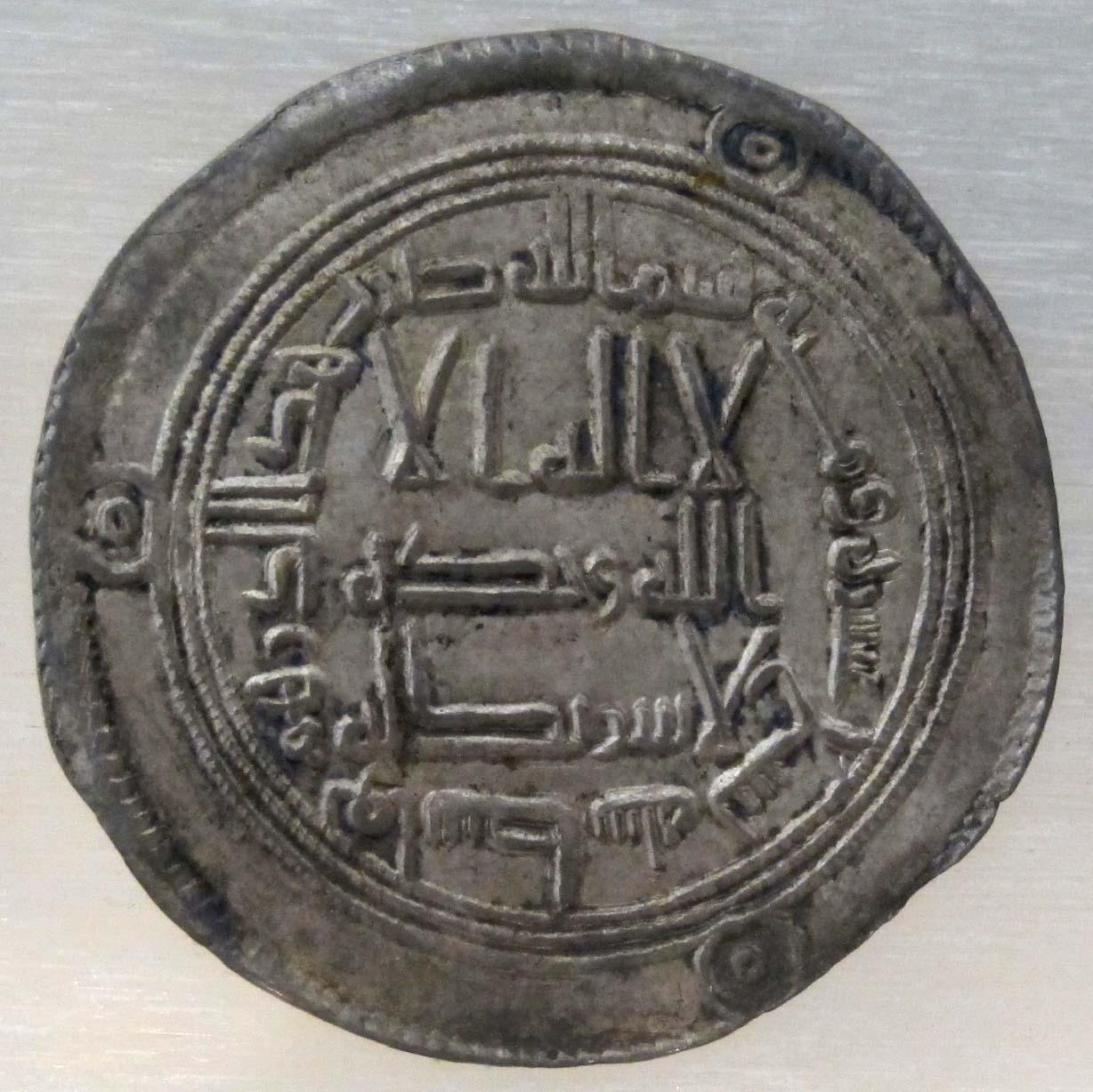
Avers eines 119 H. (737/38), also unter Hischams Herrschaft, in Wasit geschlagenen Dirhams

Hischām ibn ʿAbd al-Malik (arabisch هشام بن عبد الملك, DMG Hišām ibn ʿAbd al-Malik * 691; † 743) war der zehnte und letzte bedeutende Kalif der Umayyaden (724–743).

## Leben
Hischam übernahm im Jahr 724 die Herrschaft von seinem Bruder Yazid II. (720–724). Er versuchte die Stärkung der Dynastie durch den Ausbau des Heeres und des Sicherheitsdienstes. Außerdem stärkte er die Macht des Kalifen, indem er die Steuerverwaltung den Statthaltern in den Provinzen entzog und gesonderten Steuerdirektoren unterstellte.
Die lange Regierungszeit von Hischam ermöglichte wieder eine aktive Außenpolitik gegenüber Byzanz, das in Anatolien durch mehrere Feldzüge angegriffen wurde. Letztlich konnte Byzanz die Angreifer jedoch besiegen (Schlacht bei Akroinon, 740). Nach einem erfolgreichen Feldzug unter Marwan gegen die Chasaren (735–737) mussten diese sich den Umayyaden unterwerfen und die Feindseligkeiten einstellen. Allerdings wurde das Reich auch von mehreren Aufständen erschüttert. Neben dem Aufstand des Maysara im Maghreb (739–741) kam es zu Aufständen der Schiiten im Irak (740) sowie Steueraufständen der Kopten in Ägypten (725).
Neben diesen Unruhen verbreitete sich unter den Muslimen die Ansicht, dass nur Nachkommen des Propheten Mohammed das Amt des Kalifen besetzen können. Mangels einer solchen verwandtschaftlichen Legitimation wurde diese Lehre eine Existenzbedrohung für die Umayyaden. Deshalb wurde versucht, die Propaganda der Abbasiden (Abkömmlinge von al-Abbas, eines Onkels des Propheten Mohammed) zu unterdrücken, was aber nicht auf Dauer gelingen sollte.

## Bauten
Trotz dieser Probleme konnte Hischam die Dynastie der Umayyaden noch einmal festigen und eine umfangreiche Bautätigkeit initiieren. So wurde die Landwirtschaft durch den Ausbau der Bewässerungsanlagen in Ägypten, Syrien und dem Irak gefördert und mehrere Wüstenschlösser errichtet. Dazu zählten in der syrischen Wüste seine Palastresidenz und die große Moschee in Resafa, das zu seiner Zeit Resafa-Hischam genannt wurde, die Wüstenschlösser Qasr al-Heir al-Gharbi und Qasr al-Heir asch-Scharqi in der Wüste Syriens und zwei Paläste am Südufer des Euphrat gegenüber von ar-Raqqa, ebenso Chirbat al-Mafdjar im Jordantal bei Jericho.

## Emirat von Córdoba
Nach dem Tod von Hischam begann unter dessen Nachfolger al-Walid II. (743–744) der schnelle Niedergang der Dynastie. Nach dem Sturz der Umayyaden durch die Abbasiden begründete mit Abd ar-Rahman I. ein Enkel Hischams das Emirat von Córdoba in Al-Andalus. Damit konnte die Umayyadendynastie in diesem Teil der islamischen Welt noch bis 1031 fortgeführt werden.